# Missouri Valley Conference
La Missouri Valley Conference est un groupement d'universités gérant les compétitions sportives universitaires, notamment le basket-ball dans le centre-est des États-Unis.
La conférence fait partie de la NCAA Division I du Championnat de basket-ball universitaire organisé par la NCAA.

## Membres actuels

Répartition géographique.

| Institutions                                 | Siège                 | Fondation | Type     | Surnom                        | Rejoint   |
| -------------------------------------------- | --------------------- | --------- | -------- | ----------------------------- | --------- |
| Université Belmont                           | Nashville, Tennessee  | 1890      | Privée   | Bruins de Belmont             | 2022      |
| Université Bradley                           | Peoria, Illinois      | 1897      | Privée   | Braves de Bradley             | 1948 1955 |
| Université Drake                             | Des Moines, Iowa      | 1881      | Privée   | Bulldogs de Drake             | 1907 1955 |
| Université d'Evansville                      | Evansville, Indiana   | 1854      | Privée   | Purple Aces d'Evansville (en) | 1994      |
| Université d'État de l'Illinois              | Normal, Illinois      | 1857      | Publique | Redbirds d'Illinois State     | 1981      |
| Université d'État de l'Indiana               | Terre Haute, Indiana  | 1865      | Publique | Sycamores d'Indiana State     | 1977      |
| Université d'État du Missouri                | Springfield, Missouri | 1905      | Publique | Bears de Missouri State       | 1990      |
| Université d'État de Murray                  | Murray, Kentucky      | 1922      | Publique | Racers de Murray State        | 2022      |
| Université du Nord de l'Iowa                 | Cedar Falls, Iowa     | 1876      | Publique | Panthers de Northern Iowa     | 1991      |
| Université du Sud de l'Illinois à Carbondale | Carbondale, Illinois  | 1869      | Publique | Salukis de Southern Illinois  | 1975      |
| Université de l'Illinois à Chicago           | Chicago, Illinois     | 1859      | Publique | Flames de l'UIC (en)          | 2022      |
| Université Valparaiso (en)                   | Valparaiso, Indiana   | 1859      | Privée   | Beacons de Valparaiso         | 2017      |

1. 1 2  Bradley et Drake ont quitté le MVC en 1951 pour protester contre l'"incident Johnny Bright", une attaque sur le terrain à caractère raciste perpétrée par un joueur de football américain de son collègue membre de la conférence, Oklahoma A & M (maintenant Oklahoma State) au cours de la saison 1951. Bradley n'a jamais rejoint le MVC dans le foot US (abandon du sport en 1970), bien qu'il soit revenu pour d'autres sports en 1955. Drake est revenu dans d'autres sports en 1956, mais n'a rejoint le foot US qu'en 1971.
2. ↑  Missouri State rejoindra Conference USA en juillet 2025.
3. ↑  Valparaiso avait été membre associé du football féminin lors des saisons 1996-1998 (finissant l'année scolaire 1998-1999).

### Membres associés
| Institutions                           | Siège                 | Fondation | Type     | Surnom                       | Sport(s)                      | Rejoint | Conférence principale        |
| -------------------------------------- | --------------------- | --------- | -------- | ---------------------------- | ----------------------------- | ------- | ---------------------------- |
| Université d'État de Ball              | Muncie, Indiana       | 1918      | Publique | Cardinals de Ball State      | Natation et plongeon masculin | 2024    | MAC                          |
| Université d'État de Bowling Green     | Bowling Green, Ohio   | 1910      | Publique | Falcons de Bowling Green     | Soccer masculin               | 2023    | MAC                          |
| Université de l'Arkansas à Little Rock | Little Rock, Arkansas | 1927      | Publique | Trojans de Little Rock       | Natation féminine             | 2013    | OVC                          |
| Université Miami                       | Oxford, Ohio          | 1809      | Publique | RedHawks de Miami            | Natation et plongeon masculin | 2024    | MAC                          |
| Université du Nord de l'Illinois       | DeKalb, Illinois      | 1893      | Publique | Huskies de Northern Illinois | Soccer masculin               | 2023    | MAC (Horizon League en 2026) |
| Université de l'Ouest du Michigan      | Kalamazoo, Michigan   | 1903      | Publique | Broncos de Western Michigan  | Soccer masculin               | 2023    | MAC                          |